# 可爱鬘螺
可爱鬘螺（学名：Phalium inornatum），是异足目唐冠螺科鬘螺属的一种。主要分布于中国大陆、台湾，常栖息在潮下带。